# Francesco D'Amico
Francesco D'Amico (Pescara, Los Abruzos, 17 de febrero de 1878 - Tuxtla Gutiérrez, Chiapas, 3 de agosto de 1964), fue un arquitecto graduado de la Academia di Belle Arti di Napoli que tiene muchas obras arquitectónicas en México, Guatemala y en algunos países de Centroamérica.

## Obra
En 1901, Francesco D’Amico decide dejar Italia e ir hacia América acompañado de un equipo de arquitectos al cual pertenecía, guiado por el maestro Adamo Boari, arquitecto también. Desembarcaron en Puerto Progreso, Yucatán y posteriormente tomaron un ferrocarril para llegar a Mérida.
Después de haber estado en Mérida, el arquitecto D’Amico se fue a Veracruz para empezar la construcción del edificio de la Dirección de Faros.
Posteriormente regresó con su maestro Boari a la Ciudad de México, y por decisión del presidente Porfirio Díaz, se le pidió a Boari y a su equipo edificar la Quinta Casa de Correos de México de la manera más bella y moderna. El edificio sigue en pie y fue hecho con un estilo de academicismo ecléctico. En la escayola, varias de las columnas simulan ser de mármol cuando en realidad el acabado es de yeso con cera de abejas, también para la fachada se utilizó cantera blanca de Hidalgo.
Nuevamente, Porfirio Díaz le pidió al arquitecto Boari y a su equipo, en el cual estaba el arquitecto D’Amico, que iniciaran con la remodelación del Teatro Nacional que después de la remodelación se llamaría el Teatro de Bellas Artes. Cuando la estructura ya estaba hecha y solo faltaban los detalles la obra se vio forzada a suspenderse por el inicio de la Revolución.
El arquitecto Francesco D’Amico abandona la Ciudad de México por la situación en la que se encontraba en el momento y se fue a Saltillo en donde se le encargó hacer una capilla para la Virgen de Guadalupe.
Después de un tiempo se fue a residir a Torreón, que en aquel entonces estaba ocupado por villistas. Un día llegó el General Juan N. Medina a la oficina del arquitecto D’Amico diciéndole que venía de parte del General Francisco Villa, con el que después pondrían juntos la primera piedra de la construcción, para encargarle un proyecto y su ejecución de un puente sobre el Río Nazas como símbolo de amistad entre Coahuila y Durango.
En 1917, D'Amico fue nombrado Auxiliar de la Comisión Pericial del Distrito Federal por Venustiano Carranza, igualmente fue nombrado como Segundo Arquitecto de la Sección de Edificios y Vía Pública del Distrito Federal.
Después de un terremoto en Guatemala en 1917, Francesco D’Amico decide irse allá para poder brindar servicios arquitectónicos en La Catedral y el Palacio Nacional de Guatemala. Cuando el arquitecto D’Amico decide vivir en Guatemala y casarse, se vuelve autor de varias obras, entre ellas la del Mausoleo Italiano en el Panteón de la ciudad y el monumento al poeta José Batres Montúfar.
Don Venustiano Carranza nuevamente le encarga a Francesco D’Amico la remodelación del Teatro Iturbide en donde se adapta el Aula Parlamentaria para la firma de la Carta Magna.
En una confusión de ferrocarriles, Francesco D’Amico termina en Chiapas donde el gobernador de aquel entonces, Efraín A. Gutiérrez le pidió ayuda para aportar así el hormigón armado a Chiapas. El señor Gutiérrez le ofreció la Dirección de Obras Públicas en el Estado, lo cual llevó al arquitecto a quedarse en Chiapas donde construyó a los extremos de Tuxtla Gutiérrez, construyó el Palacio Municipal, escuelas, hospitales, mercados, Paraninfo del Instituto de Ciencias y Artes de Chiapas, entre otras obras.

## Vida personal
Los padres de Francesco Antonio Vittorio D'Amico Giovannucci (su nombre completo) fueron Pietro d'Amico y Alessandrina Giovannucci. Tuvo ocho hermanos: Carlo, Alberto, Luigi, Elizabetta, Margheritta, Concetta, Fidalma, Rugiero y unos gemelos que fallecieron siendo bebés.